# Hallmark Channel (Latinoamérica)
Hallmark Channel (anteriormente conocido como Hallmark Entertainment Network) fue un canal de televisión por suscripción, filial latinoamericana del canal homónimo de origen estadounidense. La programación consistía en películas para televisión, miniseries y series originales y adquiridas. Fue reemplazado en Latinoamérica el 1 de febrero de 2010 por Studio Universal, mientras que en Estados Unidos su emisión continúa.

## Historia
El canal fue lanzado en Latinoamérica como Hallmark Entertainment Network en 1995, propiedad de Crown Media Holdings, Inc., mientras que a Argentina el canal llegaría el 1 de enero de 1999, siendo representado, comercializado y operado por Pramer.
El 1 de noviembre de 2000, Hallmark Entertainment Network fue relanzado como Hallmark Channel, con una nueva imagen corporativa y nuevo eslogan, el eslogan del canal se llamaba en ese momento "Celebra la Vida".
En 2003, a raíz de problemas económicos que atravesaba el canal, Crown Media Holdings cedió la gestión del canal a Pramer. La alianza permitió a Pramer la selección y adquisición de contenidos y la dirección comercial tanto para ventas a afiliados, como la venta de publicidad en cada uno de los países de la región y la venta panregional.
En 2005, Crown Media Holdings puso en venta Hallmark Channel (menos en Estados Unidos), donde fue adquirido por Sparrowhawk Media, que a su vez fue adquirida por Universal Networks International en 2007, quedando el canal en manos de NBC Universal. En 2008, NBC Universal cerró las oficinas de Hallmark de Argentina y Miami, quedando el negocio de ventas publicitarias y distribución en manos de Fox Latin American Channels, mientras que la programación quedaba en manos de la misma NBC Universal. El acuerdo de licencia de Universal finalizó en julio de 2011; las redes de Hallmark Channel en el mundo fueron cerrando o se renombraron bajo otra marca propiedad de NBC Universal, en el caso de Latinoamérica, el canal fue renombrado Studio Universal.

## Señales
En Latinoamérica, Hallmark Channel contaba con cuatro señales diferentes en todo el continente, que eran para adaptar la programación a los diferentes husos horarios que existen a lo largo de América Latina.
| Zona   | Señal     | Comentario                                                                                                 |
| ------ | --------- | --- |
| Zona 1 | Argentina | Señal que abarcaba los países de Argentina, Uruguay y Paraguay.                                            |
| Zona 2 | México    | Señal que abarcaba los países de México, Guatemala, Honduras, El Salvador, Costa Rica, Nicaragua y Panamá. |
| Zona 3 | Colombia  | Señal que abarcaba los países de Colombia y el resto de América Latina                                     |
| Zona 4 | Brasil    | Señal destinada exclusivamente al territorio de Brasil y se emitía en portugués.                           |